# Zmoki Minsk
Zmoki Minsk ist eine belarussische Profibasketballmannschaft aus Minsk, Belarus. Der Club spielt momentan in der belarussischen Premier-Liga.
Neben der belarussischen Meisterschaft spielt der Club in der EuroChallenge und in der VTB. Zmoki ist mehrfacher belarussischer Meister und Pokalsieger.

## Geschichte
Der Klub wurde 2006 unter dem Namen "BC Minsk-2006" gegründet. Nach seiner Gründung erreichte der Club in der ersten Saison wie auch in der Folgesaison 2007/08 das Halbfinale in den Play-offs der nationalen Meisterschaft. Seit der Saison 2008/09 gewann Zmoki sieben Meisterschaften in Folge. Am 15. September 2012 nahm der Club den Namen „Zmoki Minsk“ an.
Seit der Saison 2009/10 spielt Minsk in der EuroChallenge. In der Debüt-Saison sowie in der Saison 2011/12 erreichte der Club die Gruppenphase, konnte sich jedoch nicht für die Play-offs qualifizieren. In der Saison 2010/11 scheiterte man in der Qualifikation. Das beste Ergebnis erreichte Zmoki in der Saison 2013/14, als man das Viertelfinale erreichte.
Am Spielbetrieb der VTB United League nimmt Minsk seit der Saison 2010/11 teil. Hier konnte der Club bisher die Play-off-Runde nicht erreichen.

## Erfolge
- Belarussische Meisterschaft (9): Sieger 2009–2017
- Belarussischer Pokal (7): Sieger 2010–2016